# 朱景利
朱景利（1964年—），辽宁沈阳人，汉族，中华人民共和国政治人物、第十二届全国人民代表大会辽宁地区代表。
毕业于北京化工大学化学工程专业，加入中国共产党。2013年，被选为全国人大代表。2016年因涉嫌贿选被认定当选无效。